# Ghostemane
Eric Whitney (ur. 15 kwietnia 1991 w Lake Worth) znany zawodowo jako Ghostemane lub Eric Ghoste – amerykański raper, piosenkarz i autor tekstów. Pod pseudonimem Ghostemane wydał osiem solowych albumów i trzy albumy wydane we współpracy z innymi artystami, łączące przede wszystkim elementy heavy metalu, hip hopu i muzyki industrialnej. Whitney wydał również muzykę pod wieloma innymi pseudonimami i stylami muzycznymi; black metal jako Baader-Meinhof, muzykę noise jako GASM, i muzykę elektroniczną jako Swearr. Karierę rozpoczął grając w lokalnych zespołach hardcore punk i doom metalowych na Florydzie. W 2015 roku przeniósł się do Los Angeles w Kalifornii, rozpoczynając karierę rapera pod pseudonimem Ill Bizz. Mniej więcej w tym samym czasie był członkiem hip-hopowego kolektywu Schemaposse.
Połączenie w swojej muzyce gatunków trapu i metalu przez Ghostemane'a przyniosło mu popularność w serwisie SoundCloud.

## Wczesne życie
Eric Whitney urodził się 15 kwietnia 1991 roku w Lake Worth na Florydzie, a jego rodzice pochodzili z Nowego Jorku. Whitney dorastał w West Palm Beach na Florydzie. Jako nastolatek interesował się głównie muzyką hardcore punk. Nauczył się grać na gitarze i występował w kilku zespołach, w tym Nemesis i Seven Serpents. Grał również w piłkę nożną, gdy był w liceum, mówiąc, że został do tego praktycznie zmuszony przez swojego ojca, który zmarł, gdy Whitney miał siedemnaście lat.
Whitney poznał rap, gdy był gitarzystą w zespole punkowym Nemesis, a kolega z zespołu zapoznał go z rapem z Memphis.

## Kariera
Przed rozpoczęciem kariery muzycznej Whitney pracował na kilku stanowiskach sprzedaży B2B. W 2015 roku Whitney przeniósł się do Los Angeles w Kalifornii, ponieważ nie rozwijał się muzycznie na południowej Florydzie. Zrezygnował również z pracy. Poznał tam wtedy artystę JGRXXN, Whitney dołączył do jego kolektywu Schemaposse, w skład którego wchodzili również tacy artyści jak Craig Xen i Lil Peep.
W kwietniu 2016 roku, po zaledwie roku spędzonym w grupie, Whitney opuścił Schemaposse. Następnie wydał swój debiutancki album „Blackmage” i swój pierwszy teledysk do singla „John Dee”. Następnie Whitney zaczął współpracować z innym raperem z Florydy, Pouyą. Pouya wydał teledysk do „1000 Rounds” wraz z Ghostemane'em w kwietniu 2017 roku. Singel szybko stał się virallem i do sierpnia 2022 roku uzyskał ponad 32 milionów wyświetleń.
Pod koniec 2017 roku Ghostemane odniósł większy sukces, gdyż kolektyw artystyczny TRASH GANG stworzył i wydał teledysk wzorowany na latach 30. do jego piosenki „Mercury: Retrograde”. Od tego czasu teledysk osiągnął ponad 437 milionów wyświetleń, co czyni go jego najbardziej znanym singlem.
W październiku 2018 roku połączył siły z Zubinem, aby wydać utwór zatytułowany „Broken”. Również w 2018 roku wydał swój siódmy album studyjny, N/O/I/S/E, w którym wiele utworów inspirowanych jest industrial metalem, nu metalem, Metallicą, Marilyn Mansonem i Nine Inch Nails. W maju 2020 roku zaprezentował światu swój najnowszy projekt; lo-fi black metalowy zespół o nazwie Baader-Meinhof, którego jest jedynym członkiem (występującym pod pseudonimem jako Eric Ghoste).
W 2021 roku teledysk Ghostemane'a „AI”, wyreżyserowany przez Nicka Cinelli, został nominowany do nagrody Most Bizarre na Berlin Music Video Awards.

## Styl muzyczny
Teksty Ghostemane'a skupiają się wokół okultyzmu, depresji, nihilizmu, śmierci i iluminizmu. Stwierdził, że jego największy wpływ to black metalowy zespół Bathory. Spędził większość swoich nastoletnich lat słuchając ekstremalnych zespołów metalowych, takich jak Deicide, Death, Carcass i Mayhem. Jeśli chodzi o muzykę rapową, Ghostemane inspiruje się południowymi grupami rapowymi, takimi jak Outkast i Three 6 Mafia. Wcześniej słuchał też Bone Thugs-n-Harmony ze Środkowego Zachodu.

## Życie prywatne
W październiku 2019 roku Ghostemane zaczął spotykać się z piosenkarką i YouTuberką Poppy. W lipcu 2020 r. Poppy ogłosiła w mediach społecznościowych, że para się zaręczyła. Para rozstała się i odwołała zaręczyny pod koniec 2021 r. Obecnie jest zaręczony z amerykańską modelką Skye Boysen znaną jako Skyefires. 3 lipca 2022 roku ogłosił na portalach społecznościowych, że zostanie ojcem.

## Dyskografia

### Jako Ghostemane

#### Albumy studyjne
- Oogabooga (2015)
- For the Aspiring Occultist (2015)
- Rituals (2016)
- Blackmage (2016)
- Plagues (2016)
- Hexada (2017)
- N / O / I / S / E (2018)
- ANTI-ICON (2020)

#### Albumy kolaboracyjne
- Pallbearers || Tales from the Grave (z DJ Killa C) (2015)
- GRXXNGHOSTENAGROM ( z JGRXXN oraz Nedarb Nagrom) (2015)
- Elemental (z Lil Peep oraz JGRXXN) (2016)
- LXRDMAGE (oraz Scarlxrd) (2021)

#### Kompilacje
- Astral Kreepin (Resurrected Hitz) (2015)
- Get To Know Us (z Lil Peep oraz JGRXXN) (2016)
- Hiadica (2019)W

#### EP
- Ghoste Tales (2015)
- Dogma (2015)
- Kreep [Klassics Out Tha Attic] Featuring Dj Insane (2015)
- DÆMON (z Nedarb Nagrom) (2016)
- DÆMON II (z Nedarb Nagrom) (2016)
- DÆMON III (z Nedarb Nagrom) (2017)
- Dahlia I (z Getter) (2018)
- Fear Network (2019)
- Opium (2019)
- Human Err0r (z Parv0) (2019)
- Digital Demons (z Nolife) (2019)
- Lxrdmage (z Scarlxrd) (2021)
- Fear Network II (2021)

#### Mixtape'y
- Blunts n' Brass Monkey (2014)
- Taboo (2014)

### Jako Ill Biz

#### Mixtape'y
- Revival (ft. Shepherd) (2012)

- No Holds Barred (2012)
- versatyle (2013)
- [Soh] [fahy] mixtape (ft. Infinite SoFi) (2013)
- ILL BiZ EP (ft. Infinite SoFi) (2013)
- 1991 (2014)

### Jako GASM

#### Albumy studyjne
- Www (2018)

### Jako SWEARR

#### EP
- Technomancer (2019)

### Jako Baader-Meinhof

#### EP
- EP (2016)
- Evil Beneath a Veil of Justice (2019)
- Baader-Meinhof (2020)

### Nemesis

#### EP
- From the Neighborhood (2012)

### Seven Serpentse

#### EP
- Seven Serpents (2015)

### Jako Eric Ghoste
- Music from the Motion Picture (2021)